# سويابانغو
سويابانغو (بالإسبانية: Soyapango)‏ هي بلدية في إدارة سان سلفادور في السلفادور. سويابانغو هو مركز تجاري. تعد البلدية ثالث أكبر منطقة مأهولة بالسكان في البلاد، حيث يبلغ عدد سكانها 290,412 نسمة. سويابانغو هي مدينة تابعة لسان سلفادور وهي الطريق الرئيسي بين سان سلفادور والجزء الشرقي من البلاد، وتنتقل عبرها ما يقرب من 70,000 مركبة كل يوم. تشتهر المدينة بكونها أخطر مدينة في منطقة أمريكا الوسطى، وأيضًا لكونها أرضًا خصبة لعصابات مارا والمكان الذي وصل إليه أفراد العصابة لأول مرة بعد ترحيلهم إلى السلفادور من لوس أنجلوس، وهذا هو السبب في أن هذين الموقعين يثيران تشابهًا مشابهًا مع بعضهما البعض.